# Neogonyleptes
Neogonyleptes es un género de arácnido  del orden Opiliones de la familia Gonyleptidae.

## Especies
Las especies de este género son:
- Neogonyleptes chilensis
- Neogonyleptes docilis
- Neogonyleptes frontalis
- Neogonyleptes hamatus
- Neogonyleptes ignotus
- Neogonyleptes karschii
- Neogonyleptes floresi
- Neogonyleptes pedrazai